# 喜馬拉亞鶉
喜馬拉亞鶉（Ophrysia superciliosa），又名高山鶉或喜山鶉，是一種中等身形的雉。牠們只曾於印度西北部北阿坎德邦喜馬拉雅山脈以西的兩個地方見到。最近只曾於1876年見到牠們，恐怕已經滅絕。

## 描述
喜馬拉亞鶉的喙及腳呈紅色，在眼睛前後有白色斑點。雄鶉身體呈深灰色，有白色斑紋，前額及眼眉呈白色。雌鶉呈褐色有深色的斑紋，眼眉呈灰色。牠們的尾羽很長，比其他的鵪鶉還要長。相信牠們只會飛很短的距離，一群約有5-6隻。牠們棲息在長有長草陡斜的山邊。
喜馬拉亞鶉是於1846年由約翰·愛德華·格雷（John Edward Gray）根據德比伯爵在諾斯利的活體標本來描述，他對於在印度發現牠們感到懷疑。直至1865年，一對喜馬拉亞鶉在馬蘇里後位於海拔1800米的洞穴被射殺後，才正式在野外發現牠們。兩年後，在Jerepani搜集到5個標本。於1876年，在近奈尼達爾海拔2100米的地方發現1個標本。有指喜馬拉亞鶉是候鳥，於冬天來到。牠們在馬蘇里被觀察到一群6-10隻一起生活，棲息在高草及叢林中，吃草的種子，很難嚇走牠們，在受到驚嚇時會發出尖銳的嗚笛聲。牠們似乎於11月來到，但最遲曾留到6月，之後牠們就消失了。

## 生態
所有有關喜馬拉亞鶉的發現紀錄都是在介乎海拔1650-2400米。牠們於高草、矮林及陡斜的山邊（尤其是在向南或向東的方向）被見到。牠們可能於9月繁殖，於6月捕捉到的標本是一隻正在換羽的雄鶉。
有指喜馬拉亞鶉的習性與阿薩姆林鶉相似，都是喜歡在黎明或黃昏出沒，以雙腳行走多於飛行。從柔軟的羽毛可見牠們適合生活在低溫地區。牠們可能是於夏天遷徙往北方較高的山區，但從牠們的形狀及雙翼來看，牠們應該不能飛行很遠的距離。

## 保育狀況
從紀錄來看，喜馬拉亞鶉的數量不可能很多，加上那些棲息環境已經被大幅改變，最近已不能見到牠們。旅遊業是當地的重要經濟來源，所以很難說牠們能逃避觀鳥者。不過仍未有任何證據顯示這些棲息地不足以牠們居住。
從喜馬拉亞鶉的分佈及棲息地要求，有可能牠們是生活在尼泊爾。由於尼泊爾大部份人民因宗教的緣故都是素食者，加上棲息地的破壞亦不及印度般嚴重，尼泊爾西部有可能是牠們生活的地方。不過，由於這裡是尼泊爾共產黨（毛主義）及尼泊爾政府經常起衝突的地區，到現時仍未有嘗試尋找喜馬拉亞鶉的研究。

## 外部連結
- BirdLife Species Factsheet（页面存档备份，存于）
- Threatened Birds of Asia Red Data Book Species Information
- 1950年喜馬拉亞鶉的標本（页面存档备份，存于）
- 喜馬拉亞鶉的立體圖